# وانگ گونگو
وانگ گونگو (انگلیسی: Wang Gungwu؛ زادهٔ ۹ اکتبر ۱۹۳۰) دانشمند در زمینه تاریخ چین اهل سنگاپور است.